# Metaplagia latifrons
Metaplagia latifrons är en tvåvingeart som först beskrevs av Henry J. Reinhard 1956.  Metaplagia latifrons ingår i släktet Metaplagia och familjen parasitflugor.
Artens utbredningsområde är Texas. Inga underarter finns listade i Catalogue of Life.